# Arenales de San Gregorio
Pour les articles homonymes, voir Arenales.
Arenales de San Gregorio est une commune d'Espagne de la province de Ciudad Real dans la communauté autonome de Castille-La Manche.

## Histoire
Arenales de San Gregorio apparaît au milieu du XIXe siècle avec un ensemble de plusieurs vergers et sa cocero (maison de campagne) qui appartenaient à Campo de Criptana. En 1845, Pascual Madoz fait référence à ce lieu :

« 50 vergers, avec une habitation chacune, et si elles étaient ensemble, elles pourraient parfaitement créer un village »

Dans un document de Campo de Criptana de 1860-1861 apparaissent les habitants du « Caserío de los Arenales », indiquant qu'il y a 33 maisons et 123 habitants. En 1880, la localité est déclarée colonie rurale et appelée « Arenales de la Moscarda » avec déjà 165 habitants cette année. Beaucoup de colons viennent s'installer, attirés par l'ensemble de privilèges qu'accorde la loi des colonies agricoles d'Isabelle II de 1868 (elle dura jusqu'à 1899 après le désastre de 1898).
En 1893, Arenales a son premier maire, Vicente Lara Espinosa.
En 1956, le village change de nom et se nomma « Arenales de San Gregorio ». En 1999, elle devient une commune indépendante.

## Économie
L'économie du village repose principalement sur le secteur primaire avec la culture de la vigne et des oliviers. Sont produits des olives, de l'huile d'olive, des céréales (blé, orge) mais surtout le melon.
Le secteur secondaire se réduit seulement à la coopérative de vin intégrée dans la Dénomination d'origine de La Mancha. Le secteur des services est composé principalement par les bars, mais aussi par la seule maison rurale du village.

## Maires
| Legislature | Maire                        | Parti |
| ----------- | ---------------------------- | ----- |
| 1979-1983   | José Luis Martínez Escribano | PSOE  |
| 1983-1987   | José Luis Martínez Escribano | PSOE  |
| 1987-1991   | José Luis Martínez Escribano | PSOE  |
| 1991-1995   | José Luis Martínez Escribano | PSOE  |
| 1995-1999   | José Luis Martínez Escribano | PSOE  |
| 1999-2003   | José Luis Martínez Escribano | PSOE  |
| 2003-2007   | José Luis Martínez Escribano | PSOE  |
| 2007-2011   | Ángel Ortiz Jiménez          | PP    |
| 2011-2015   | Ángel Ortiz Jimenez          | PP    |
| 2015-       | Iván Olmedo Pérez            | PP    |

## Fêtes
- Saint Anton : 17 janvier
- Fête de la Constitution de la commune : 20 février
- Fêtes patronales : En honneur de Saint Grégoire Ostien et l'Immaculée Conception. Elles sont fêtées le 9 mai
- Fêtes d'août : 15 août

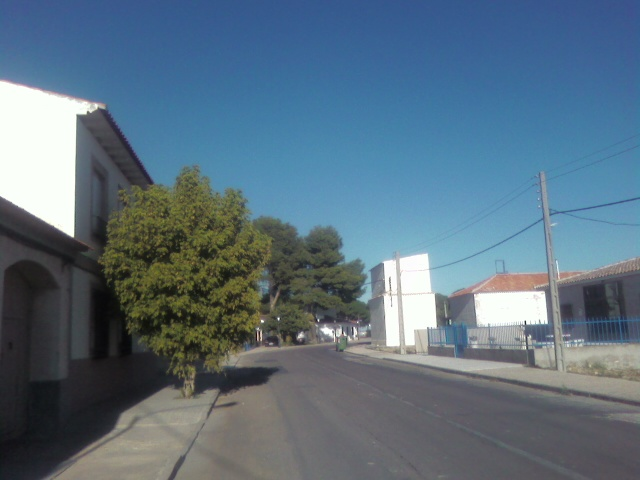
Route dans le village
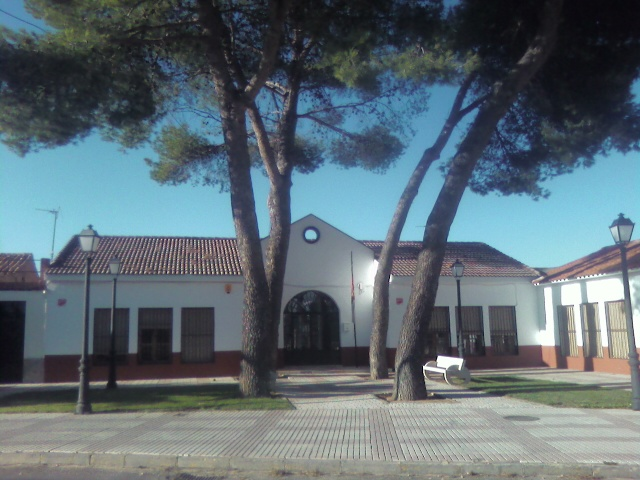
Mairie du village
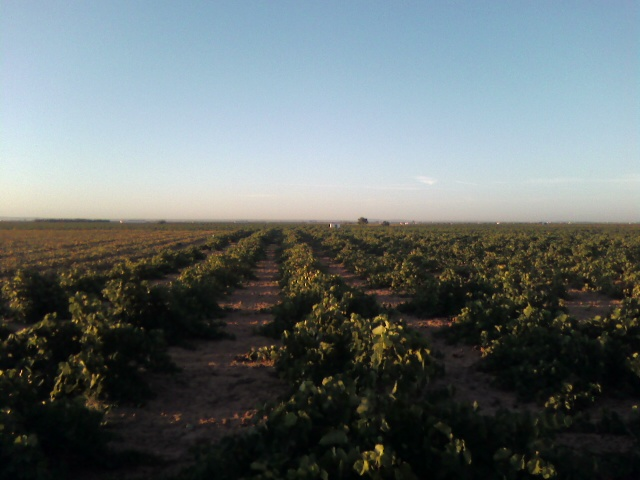
Vigne
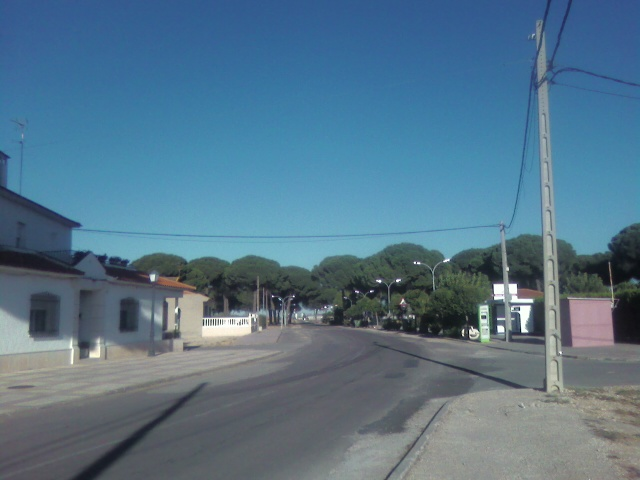
Route et pins